# Telegrafentruppe

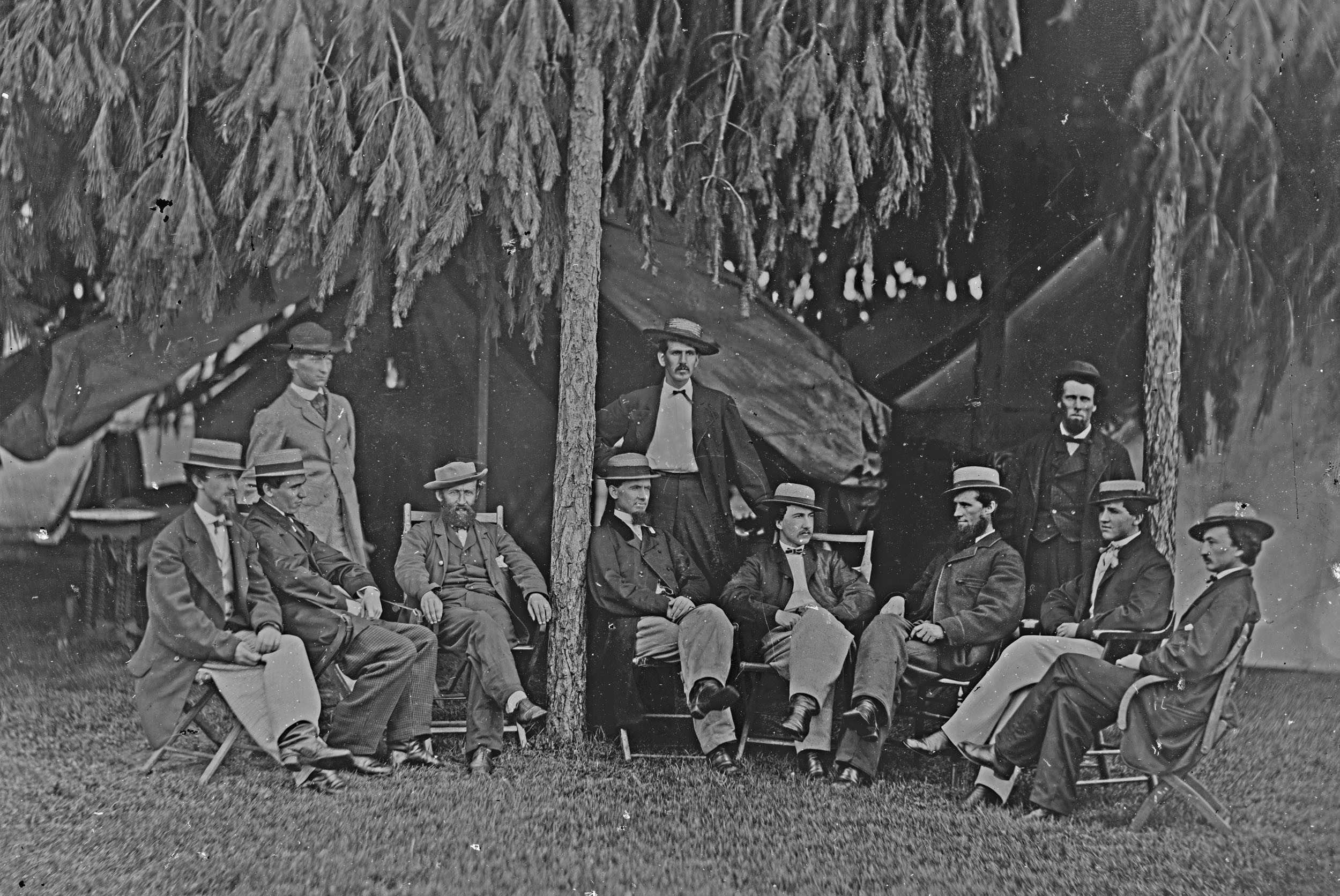
Telegrafisten im amerikanischen Bürgerkrieg, 1865

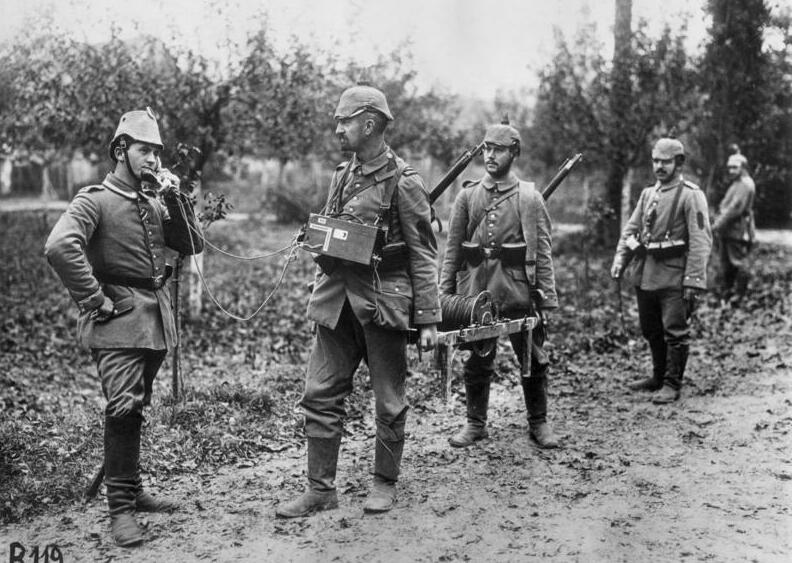
Deutsche Soldaten beim Leitungsbau im Ersten Weltkrieg

Telegrafentruppen dienten zum Bau wie zur Störung von Telegrafieanlagen im Krieg. 
Die in Preußen ab 1830 innerhalb der neupreußischen Pionierbataillone aufgestellte Telegraphentruppe wurde 1899 eine eigene Truppengattung, die spätere Nachrichtentruppe. Ihre modernen Nachfolger sind die Fernmeldetruppe und die Elektronische Kampfführung. Vorläufer waren verschiedene Systeme der optischen Telegrafie. 

## Geschichtliche Entwicklung in europäischen Armeen

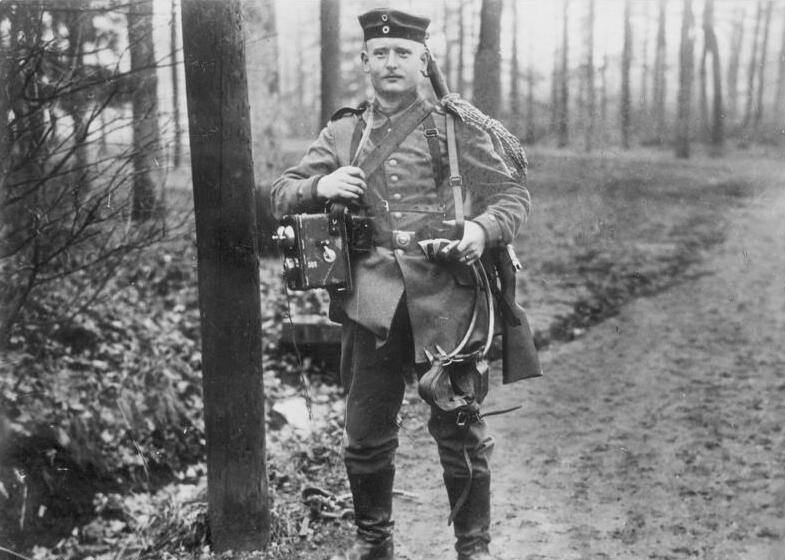
Deutscher Fernmeldesoldat, 1914

- Das Deutsche Kaiserreich und Frankreich besaßen bis Ende des 19. Jahrhunderts im Frieden keine Telegrafentruppen.
- Großbritannien verfügte im Frieden über ein Telegrafenbataillon in zwei Divisionen (Abteilungen), von denen die eine stets kriegsbereit vollzählig und ausgerüstet bereitstand, während die andere der Staatstelegrafenverwaltung zugeordnet war.
- Italien hatte drei Telegrafenabteilungen, die jeweils zwei Kompanien umfassten und zum 3. Genieregiment gehörten.
- Die k.u.k. Armee Österreich-Ungarns besaß ein Telegrafenregiment mit zwei Bataillonen mit je vier Kompanien;
- Russland besaß 17 Kriegs-(Feld-)Telegrafenparke, welche den Sappeurbrigaden unterstellt waren.
- Belgien, die Niederlande, Rumänien, Schweden, Spanien usw. hatten im Frieden jeweils eine Telegrafenkompanie.

## Deutsches Reich

### Preußische Telegraphen-Bataillone

#### Telegraphen-Bataillon Nr. 1

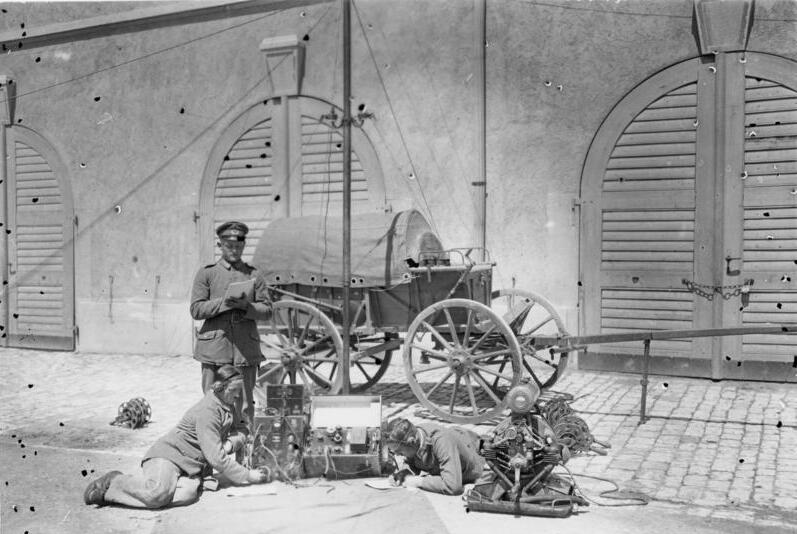
Nachrichtentruppe mit Heeresfeldwagen, 1914

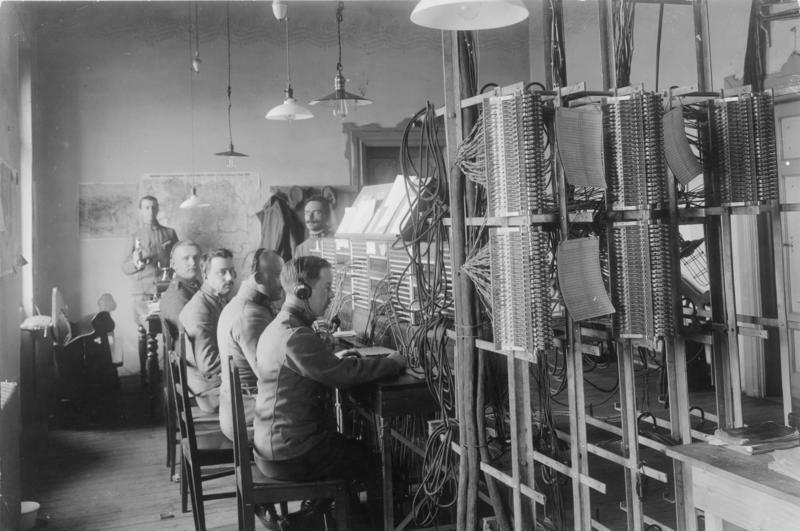
Fernsprechvermittlung in der Armee des Deutschen Reiches

Es unterstand dem Gardekorps. Friedensstandort war Berlin (Kasernengelände Am Treptower Park). Ein königlich-sächsisches Detachement bildete die 3. (königlich sächsische) Kompanie und gehörte teilweise zur 4. Kompanie und ein württembergisches Detachement stellte Teile der 2. und 4. Kompanie. Stiftungstag war der 25. März 1899.
Dem Bataillon unterstand zudem die Kavallerie-Telegraphenschule.

#### Telegraphen-Bataillon Nr. 2
Es unterstand dem III. Armee-Korps bzw. der 1. Inspektion der Telegraphen-Truppen. Friedensstandort waren Frankfurt an der Oder und Cottbus. Stiftungstag war der 25. März 1899.

#### Telegraphen-Bataillon Nr. 3
Es unterstand dem VIII. Armee-Korps bzw. der 2. Inspektion der Telegraphen-Truppen. Errichtungsjahr war 1899; Friedensstandorte waren in Coblenz die ehemalige Boelcke-Kaserne und seit 1914 auch Darmstadt.

#### Telegraphen-Bataillon Nr. 4

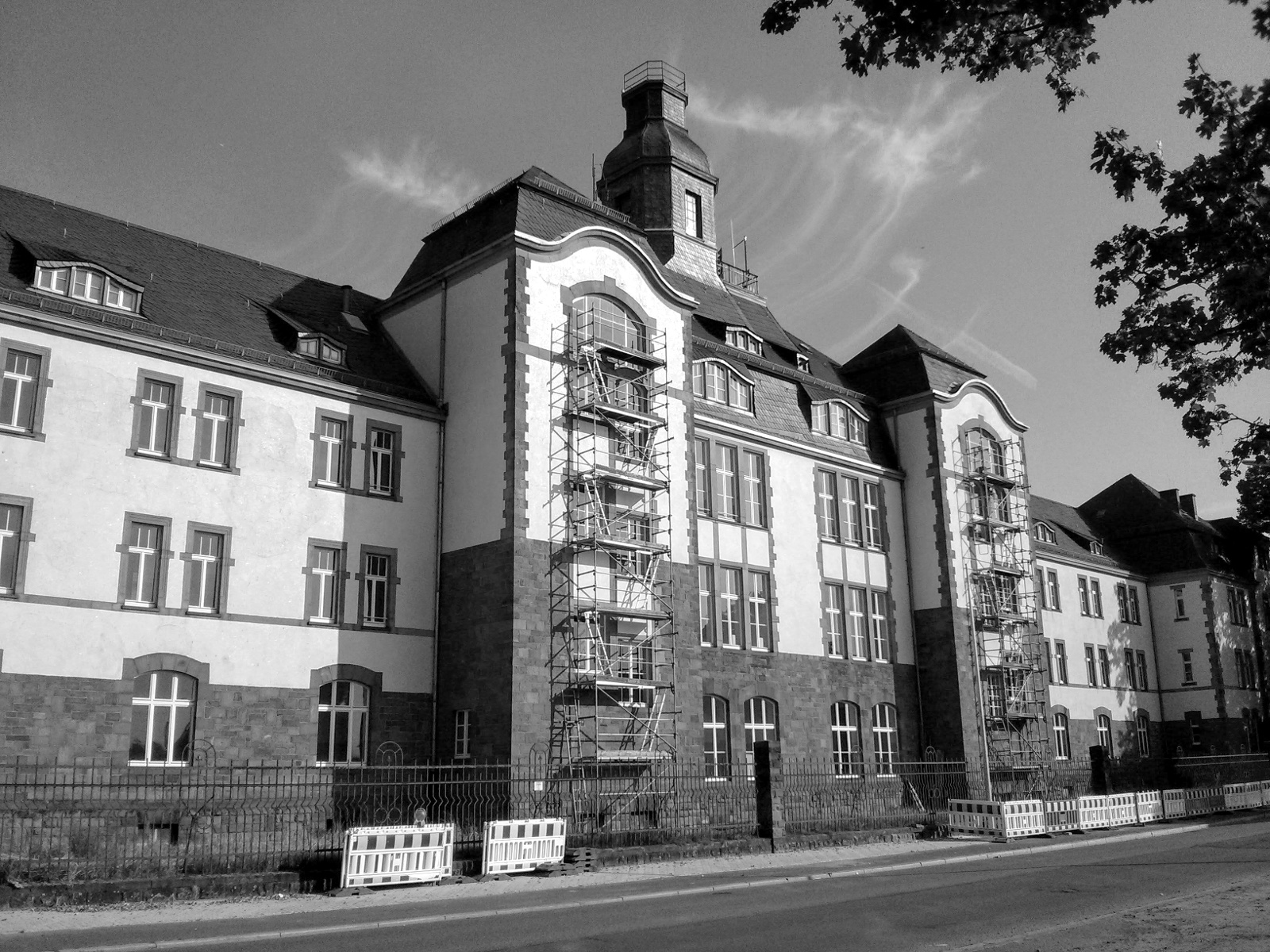
Ehemaliger Standort des Telegraphen-Bataillon Nr. 4 in Karlsruhe (Foto von 2020)

Das am 1. Oktober 1907 aufgestellte Bataillon unterstand dem XIV. Armee-Korps bzw. der 2. Inspektion der Telegraphen-Truppen. Friedensstandorte waren Karlsruhe (in der 1906/07 errichteten Telegraphenkaserne an der Hertzstraße) und Freiburg.

#### Telegraphen-Bataillon Nr. 5
Das am 1. Oktober 1912 aufgestellte Bataillon unterstand dem VII. Armee-Korps bzw. der 1. Inspektion der Telegraphen-Truppen. Friedensstandort war Danzig.

#### Telegraphen-Bataillon Nr. 6
Es wurde 1913 aufgestellt, Garnison war Hannover. Noch 1914 war der vorläufige Truppen-Übungsplatz in Munster. Ihm gehörten an die Festungs-Fernsprech-Kompagnie Nr. 3 in Metz, die Festungs-Fernsprech-Kompagnie Nr. 4 in Straßburg und die Festungs-Fernsprech-Kompagnie Nr. 6 in Köln.

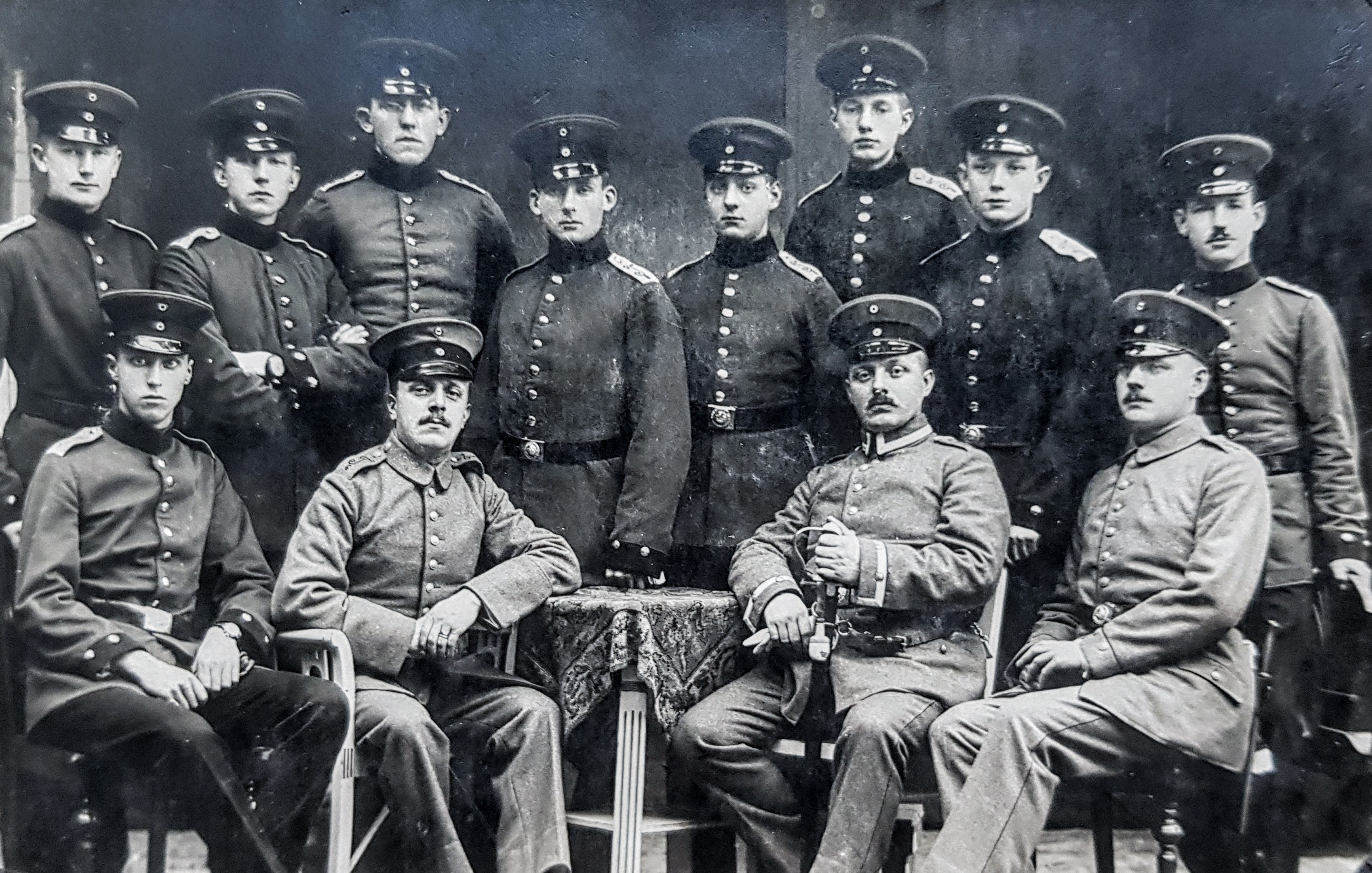
1. Korporalschaft der Festungs-Fernsprech-Kompanie Nr. 6, Cöln, 1915

### Sächsisches Telegraphen-Bataillon

#### Telegraphen-Bataillon Nr. 7
Es unterstand der 1. Inspektion der Telegraphen-Truppen. Friedensstandort war Zeithain.

### Bayerische Telegraphen-Bataillone

#### 1. Telegraphen-Bataillon
Es wurde 1901 aufgestellt, Garnison war München.

#### 2. Telegraphen-Bataillon
Es wurde 1912 aufgestellt, Garnison war München.

### Einsatz im Ersten Weltkrieg

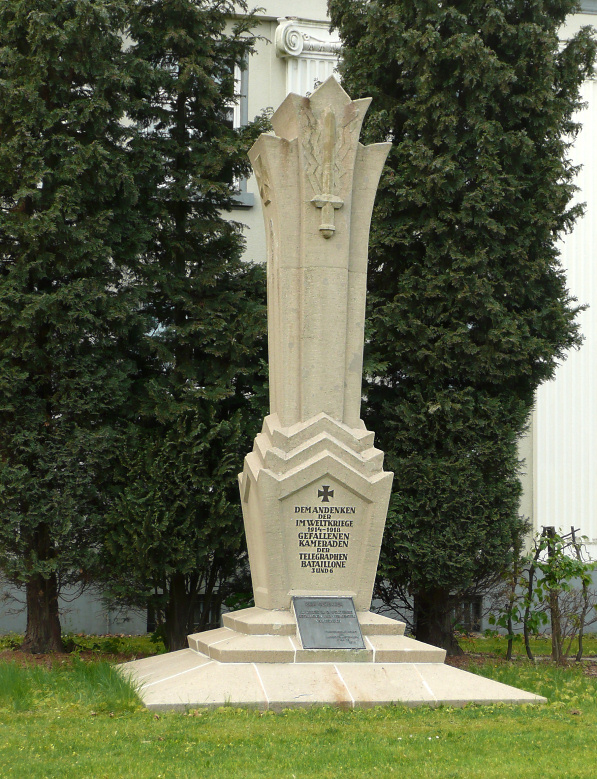
Gefallenen-Ehrenmal der Telegraphen-Bataillone Nr. 3 und Nr. 6 in Hannover

Zu Beginn des Ersten Weltkriegs wurden aus den zu den Verkehrstruppen zählenden neun Telegraphenbataillonen und acht Festungs-Fernsprech-Kompanien weitere Nachrichtentruppenteile aufgestellt. Aufgrund der taktischen Änderungen in der Kriegsführung zu einem Stellungskrieg wurden ab 1915 alle Telegraphen-Abteilungen in Armee-Fernsprechabteilungen umbenannt und gliederten sich in Betriebsabteilungen für den bestehenden Fernsprechbetrieb und in Bauabteilungen für den Instandsetzungsdienst und den Neubau von Verbindungen. 
Im Stellungskrieg fielen durch anhaltendes Trommelfeuer des Gegners oft die Drahtverbindungen aus. Es kam deshalb im vorderen Frontbereich häufig zum Einsatz von Brieftauben und Meldehunden. Zusätzlich wurden besondere Lichtsignal-Abteilungen aufgestellt. Die Lichtsignaltrupps, ausgerüstet mit Spiegel-Heliographen und elektrischen Blinkscheinwerfern, wurden später in Blinkertrupps umbenannt.